# Robert Gilbert (hudební skladatel)

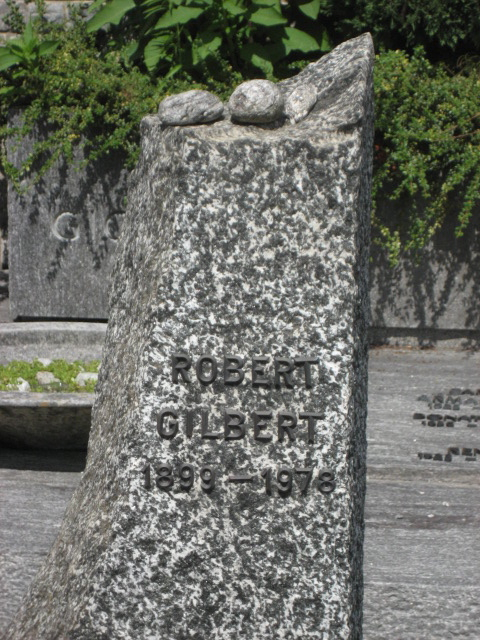

Robert Gilbert (29. září 1899, Berlín, Německá říše – 20. března 1978, Minusio, Švýcarsko; vl. jm. Robert David Winterfeld; pseudonym: David Weber) byl německý hudební skladatel, libretista, zpěvák a herec.

## Život
Jeho otcem byl skladatel Max Winterfeld, který používal umělecké jméno Jean Gilbert, jeho matka pracovala jako modistka a jeho bratrem byl autor knih pro děti a mládež Henry Winterfeld.
Robert Gilbert se stal v posledním roce první světové války (1918) vojákem a přišel do kontaktu se Spartakovci, kteří u 19letého mladíka vzbudili politické uvědomění. Po konci války studoval Robert Gilbert filosofii a dějiny umění v Berlíně a Freiburgu a v této době se aktivně podílel na politických demonstracích a volebních bojích; udržoval po celou výmarskou dobu kontakty s německou komunistickou stranou.
Jeho profesionální cestu však určoval jeho talent. Psal – nejprve ve spolupráci s otcem – operety, frašky, revue a populární písně. Během svého života napsal libreta k asi 60 operetám, písňové texty pro zhruba 100 zvukových filmů a komponoval jakožto hudební samouk četné písně s vlastními texty. Jako 24letý, v době, kdy se oženil, napsal pro skladatele Fritze Löweho (později známý jako Frederick Loewe, mj. tvůrce My Fair Lady) svůj první šlágrový text Kathrin, du hast die schönsten Beine von Berlin. Gilbert se brzy stal jedním z nejžádanějších textařů a skladatelů pro film své doby. Úspěšné písně psal pro režiséry a skladatele Fredericka Loeweho, Nico Dostala, Hermanna Leopoldiho, Friedricha Hollaendera, Wernera Richarda Heymanna, Ralpha Benatzkého a Erika Charella nebo pro herce Willyho Fritsche, Heinze Rühmanna, Paula Hörbigera a Williho Forsta a herečky Lilian Harveyovou a Zarah Leanderovou. Gilbert napsal i písňové texty k jedné z nejpopulárnějších operet té doby, Benatzkého U bílého koníčka, včetně hudby k jednomu z hitů z této operety Was kann der Sigismund dafür. Velké popularity dosáhla též píseň Das gibt's nur einmal, das kommt nicht wieder z Charellova filmu Der Kongreß tanzt, jakož i některé písně z populární filmové komedie Die Drei von der Tankstelle s Gilbertovými texty.
Kromě toho psal i politické kuplety, například Die Ballade vom Nigger Jim pro Hannse Eislera. Spolu s Hannsem Eislerem psali pod pseudonymem „David Weber“ dělnické písně (Auf den Straßen zu singen, Stempellied, Ballade von der Krüppelgarde, Das Lied eines Arbeitslosen), které do svého repertoáru převzal i Ernst Busch, a operu na téma nezaměstnanosti 150 Mark. Roku 1929 se Gilbert a Eisler účastnili hudebního festivalu slavností Mezinárodní společnosti pro novou hudbu v Baden-Badenu s rozhlasovou kantátou Tempo der Zeit. Podobně jako Charell, Benatzky nebo Brecht byl Robert Gilbert jednou z vůdčích postav populární kultury výmarského Německa.
Roku 1931 se mu v Berlíně narodila dcera Marianne. Protože však Gilbert nechtěl žádné děti, rozešel se téhož roku se svou ženou Elisabeth (zvanou Elke); kam teprve po čtyřech letech se k rodině vrátil.
Jeho právě vrcholící kariéru přerušilo převzetí moci v Německu nacisty. Jakožto židovi ve smyslu nacistických zákonů mu byla zakázána veřejná činnost a musel emigrovat. První zastávkou v jeho exilu byla Vídeň, po anšlusu Rakouska roku 1938 musel odejít do Paříže. Dne 25. března 1939 opustil se svou rodinou Francii, aby se definitivně usídlil ve Spojených státech amerických. Život Gilbertovy rodiny v newyorském exilu popisují knihy Marianne Gilbert Finneganové „Memories of a Mischling“ a „Das gab's nur einmal. Verloren zwischen Berlin und New York“. Roku 1944 přijal americké občanství.
Roku 1949 se Gilbert vrátil do Německa, žil v Mnichově a komponoval a psal texty pro mnichovský kabaret „Die Kleine Freiheit“. Brzy také definitivně opustil svou ženu Elke. Roku 1954 získal znovu německé občanství a přesídlil do švýcarského kantonu Ticino. V této době využíval Gilbert své znalosti angličtiny a živil se jako překladatel celkem 20 amerických muzikálů, mezi nimi My Fair Lady, Oklahoma!, Hello, Dolly!, Kankán, Kabaret, Annie Get Your Gun a Muž z kraje La Mancha.
Gilbert se úzce přátelil s Heinrichem Blücherem a jeho chotí, filosofkou Hannah Arendtovou. Zemřel ve věku 78 let ve svém domě v Minusiu v blízkosti Locarna.

## Dílo (výběr)

### Hudebně dramatická díla
- Annemarie, opereta o třech jednáních, s otcem Jeanem Gilbertem, libreto Georg Okonkowski, 1925 Berlín
- Lene, Lotte, Liese – Josefines Töchter (Lene, Lotte, Liese – Josefininy dcery), lidová hra o třech dějstvích, s otcem Jeanem Gilbertem, libreto Georg Okonkowski, 1926 Berlín
- Die leichte Isabell (Lehká Isabell), opereta o třech dějstvích, libreto Hans Hellmut Zerlett, 1926 Berlín
- Pit-Pit, burleskní opereta o třech dějstvích, libreto Hans Hellmut Zerlett, 1927 Drážďany
- Äffchen (Opička), opereta o třech dějstvích, libreto vlastní, 1928 Drážďany
- Prosit Gipsy, hudební komedie o třech dějstvích, libreto August a Henry Neidhartové, 1929 Berlín
- Strammer Junge angekommen (Přišel šikovný hoch), veselohra s hudbou, libreto Robert Gilbert, Franz Arnold a Ernst Bach,1953 Hamburk
- Katharina Knie, muzikálová verze stejnojmenné lidové hry Carla Zuckmayera (včetně písňových textů), 1957

### Písňové texty a libreta (výběr)
- Kathrin, du hast die schönsten Beine von Berlin, jeho první hit
- Das ist die Liebe der Matrosen, z filmu Die Drei von der Tankstelle, 1930
- Das gibt's nur einmal, das kommt nicht wieder, z filmu Der Kongreß tanzt
- Es grünt so grün, wenn Spaniens Blüten blühen, z německé verze My Fair Lady'
- Am Sonntag will mein Süßer mit mir segeln geh'n, hudba: Anton Profes, 1929
- Ich steh mit Ruth gut
- Irgendwo auf der Welt, hudba Werner Richard Heymann
- Im weißen Rößl (U bílého koníčka), singspiel, hudba Ralph Benatzky; hudební vložky Robert Gilbert, Bruno Granichstaedten a Robert Stolz, libreto skladatel, Hans Müller-Einigen a Erik Charell, podle Oskara Blumenthala a Gustava Kadelburga, texty písní Robert Gilbert; 1930; odsud:
  - Was kann der Sigismund dafür, dass er so schön ist (včetně hudby)
  - Im Salzkammergut, da kamma gut lustig sein
  - Es muss was Wunderbares sein, von dir geliebt zu werden
  - Die ganze Welt ist himmelbau
- Hopsa, opereta, texty k hudbě Paula Burkharda, 1935
- Feuerwerk (Ohňostroj), opereta, texty k hudbě Paula Burkharda, 1950; odsud:
  - O mein Papa
- Das Lied vom einsamen Mädchen (Píseň o osamělé dívce), hudba k filmu, 1952

### Literární díla (výběr)
- Die Stimme des Mörders (Hlas vraha), detektivní román, Linec; Pittsburgh; Vídeň: Ibis-Verlag 1947
- Meckern ist wichtig – nett sein kann jeder (Hubovat je důležité – milý umí být kdokoli), nové vydání Berlín : arani, 1982 ISBN 3-7605-8560-4
- Im weissen Rößl (U bílého koníčka), 1951, nové vydání Heyne-Bücher ; č. 5160, ISBN 3-453-00536-8
- Vorsicht! Gedichte (Pozor! Básně), Berlín : Blanvalet 1951
- Frischer Wind aus der Mottenkiste (Čerstvý vítr ze zaprášené krabice), Berlín : Blanvalet 1960
- Odyssee von der Spree (Odyssea od Sprévy), 1967
- Durch Berlin fließt immer noch die Spree (Berlínem pořád teče Spréva), Berlín-Wannsee : Blanvalet, 1971, ISBN 3-7645-2555-X